# Assonet
Assonet /možda od Hassunet, "near the rock." Hassun, "a stone or rock " -et, -"at" or "near," a odnosi se na stijenu Dighton Rock, blizu današnjeg grada Assonett ili Assonet/ pleme konfederacije Wampanoag blizu današnjeg istoimenog grada u Massachusettsu. Danas su jedno od pet preživjelih Wampanoag plemena koji se službeno označavaju imenom Assonet Band of the Wampanoag Nation. Federalno su nepriznati.